# Alexander Ewgraf
Alexander Ewgraf, geborener Alexander Rykov (* 1961 in Kaćug bei Irkutsk, Sibirien) ist ein russisch-deutscher Maler und Installations-Künstler. Er gehört zur Gruppe der russischen Avantgarde, die sich nach Glasnost um eine Erneuerung der gestisch-abstrakten Malerei und Plastik bemühen. 

## Leben
Alexander Ewgraf wuchs in der Nähe vom Baikalsee auf. Nach seinem Wehrdienst in der sowjetischen Luftwaffe studierte er Kunstgeschichte und angewandte Kunst an der Universität Irkutsk. Mit 25 Jahren wurde er Leiter des städtischen Museums in Irkutsk und organisierte von 1986 bis 1988 Ausstellungen mit nationalen und sozialistischen Themen. 
1989, nach der Perestroika, machte er sich mit Erfolg als einer der ersten Privat-Unternehmer der Region mit einem Label für Mode-Design selbstständig. 1990 wechselte er schließlich in den Westen und begann seinen künstlerischen Weg von neuem, nicht als Maler des sozialen Realismus, sondern im „Freiheitsraum“ der abstrakten Malerei. Während dieser Zeit übernahm er Aufträge u. a. für die Ausrichtung der Theaterfestspiele in Bad Hersfeld und die Kammerspiele in München. 
2007 gründete er den gemeinnützigen deutsch-kroatischen Verein Skulpturen-Park Šipan e.V. mit dem Ziel, auf der kroatischen Insel Šipan internationale Bildhauersymposien zu organisieren.
Ewgraf lebt und arbeitet seit 2004 in dem oberbayrischen Dorf Eresing im Landkreis Landsberg am Lech.

## Künstlerisches Schaffen
Die Farben werden aus Pigmenten mit Öl angemischt, die Untergründe sind sorgfältig weiß grundierte Sperrholzplatten auf stabile Holzrahmen montiert. Der Bildträger wird zunächst auf den Boden gelegt und mit breiten Pinseln und Bodenwischern die erste Bildschicht mit flüssiger Farbe aufgetragen. Ewgraf nennt es die „kritische Masse“, die er als Ausgangspunkt benötigt. Es ist eine transparente Schicht, eine diaphane Haut ohne Strukturen, durchlässig für Gedanken, Erinnerungen und Ahnungen, die allmählich zum Leben erweckt werden. Die Feinbearbeitung findet auf der Staffelei statt. Die Oberfläche wird verdichtet, Schichten übereinander gelegt und wieder abgeschabt. Ein Werkprozess vom Transparenten zum Festen, ein künstlerisches Ritual das Ewgraf als eine „leichte Geburt ohne große Wehen“ bezeichnet. Es entstehen individuelle Mythologien die mit feinen Fäden in die Vergangenheit reichen und Neugier erwecken auf Kulturen, die außerhalb unseres Horizontes liegen. Neueste Arbeiten beschäftigen sich mit minimalistischen räumlichen Körpern.

## Stipendien
Atelierförderung des Kulturfonds Bayern

## Öffentliche Ankäufe
Bayerische Staatsgemäldesammlung

## Ausstellungen
Einzelausstellungen
- 1997 Kunstforum Arabellapark, München
- 1999 Galerie Moutier, München
- 2000 Galerie Espace Vendôme, Cannes
- 2001 Original Galerie, Nizza
- 2002 Kunstverein Südpfalz, Bad Bergzabern
- 2003 Galerie Prom, München
- 2005 Säulenhalle, Landsberg am Lech

Gruppenausstellungen (Auswahl)
- 1991 Galerie Russischer Hof, München
- 1998 Kunstforum Münchner-Freiheit
- 2003 GKA, Haus der Kunst, München
- 2004 GKA, Haus der Kunst, München
- 2007 GKA, Haus der Kunst, München
- 2007 «Vis-à-vis» mit Karl Witti in Eresing
- 2008 «Vis-à-vis» mit Robert Motherwell, Sigmar Polke, Bernd Zimmer, Karl Witti und Tobias Krug
- 2009 Nord Art, Büdelsdorf
- 2009 Stadt-Galerie, Liberec Tschechien
- 2009 «Vis-à-vis» Der Hintergrund als Vordergrund – die Faszination des Details
- mit Albrecht Dürer, A.R. Penck, Eberhard Havekost, Karl Witti und Tobias Krug